# Теотиуаканский оцелот

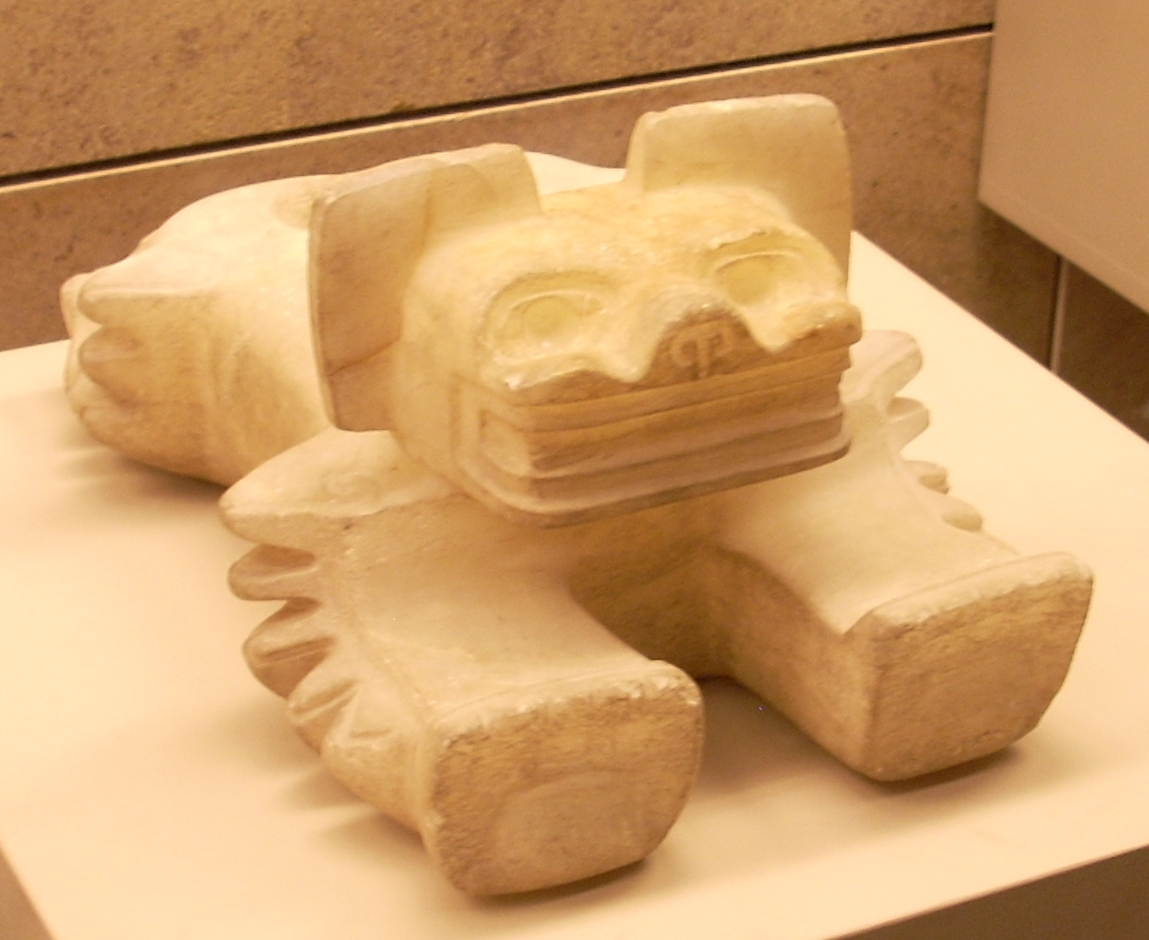
Теотиуаканский оцелот на выставке в Британском музее

Теотиуаканский оцелот — алебастровая скульптура кошки, найденная на территории древнего мезоамериканского города Теотиуакан в центральной Мексике в конце XIX века. Артефакт был приобретён Британским музеем в 1926 году.

## Описание
Уникальная скульптура представляет собой сосуд для подношений в форме лежащего оцелота. Фигурка, вырезанная из цельного куска высококачественного алебастра в геометрическом стиле, соответствует узорам современных погребальных масок и архитектуры Теотиуакана. Глаза когда-то были инкрустированы ракушками или драгоценными камнями, а в углублении на спине кошки хранились храмовые приношения. Некоторые исследователи предполагают, что в углублении хранились и человеческие сердца, извлеченные во время ритуальных жертвоприношений.

## Происхождение
Фигурка кошки была найдена рабочим у подножия Пирамиды Солнца в Теотиуакане в 1889 году. Первоначально артефакт предложили приобрести Национальному музею антропологии, и только после отказа скульптура была продана британскому путешественнику. В 1926 году, при поддержке Фонда Кристи, фигурку приобрёл Британский музей. На месте раскопок была найдена ещё одна похожая кальцитовая статуэтка ягуара, которая в настоящее время входит в собрание Национального музея антропологии в Мехико.